# Lolofaoso Lalai
Lolofaoso Lalai is een bestuurslaag in het regentschap Nias van de provincie Noord-Sumatra, Indonesië. Lolofaoso Lalai telt 884 inwoners (volkstelling 2010).